# Nederlands Mijnmuseum
Het Nederlands Mijnmuseum (voorheen Nationaal Mijnmuseum) is een museum in de Limburgse gemeente Heerlen.
Het museum werd geopend op 7 november 2005 door minister van Onderwijs Maria van der Hoeven en vertelt de geschiedenis van de mijnbouw in Zuid-Limburg. Het museum is gehuisvest in het voormalig warenhuis Kneepkens aan de Dr. Poelsstraat in Heerlen en in het schachtgebouw ("schacht II") van de voormalige Oranje-Nassau mijn I. 
In het hoofdgebouw aan de Dr.Poelsstraat in Heerlen wordt in vier verdiepingen aspecten behandeld van de steenkolenmijnbouw in Nederland. Op de begane grond (zwart) worden technische aspecten van de mijnbouw behandeld en is de mijnlampen collectie van Ir. C.E.P.M. Raedts te zien. De eerste etage (goud) behandelt de gouden tijd van de Nederlandse steenkolenmijnbouw in de jaren vijftig van de twintigste eeuw. De derde etage (grauw) laat de gevolgen van de mijnsluitingen tussen 1966 en 1974 zien. Negatieve aspecten als langdurige gezondheidsschade, werkloosheid en sociale problemen als gevolg van de mijnsluitingen komen aan bod. De vierde etage (kleur) toont positieve ontwikkelingen in de 21ste eeuw, zoals herinrichting van mijnterreinen met nieuwe economische bestemmingen en het succes van Pinkpop in Landgraaf. 
Het schachtgebouw, een bijgebouw en het terrein rondom het gebouw zijn sinds de opening van het museum in Pand Kneepkens in Heerlen, slechts beperkt te bezoeken. De collectie beslaat diverse voorwerpen die voor de mijnbouw en door mijnwerkers zijn gebruikt zoals mijnlampen, afbouwhamers, stijlen, kappen en andere mijnspullen. Dit wordt ook wel de Rein Bettink Collectie genoemd. Ook de mijnlift en de uit 1897 stammende originele ophaalmachine zijn te bezichtigen. Voor het museum bevinden zich diverse treinwagons en een smalspoor. Naast het schachtgebouw bevindt zich de opening van een naastgelegen schacht. De schacht is afgedekt met een betonnen plaat.
De inrichting en decoratie van achtbaan Baron 1898 in attractiepark de Efteling zijn gebaseerd op het museum. Hiervoor heeft het ontwerpteam het museum bezocht om inspiratie op te doen. In de decoratie van de attractie, de versieringen en het logo zijn overeenkomsten te zien met het schachtgebouw.

## Afbeeldingen

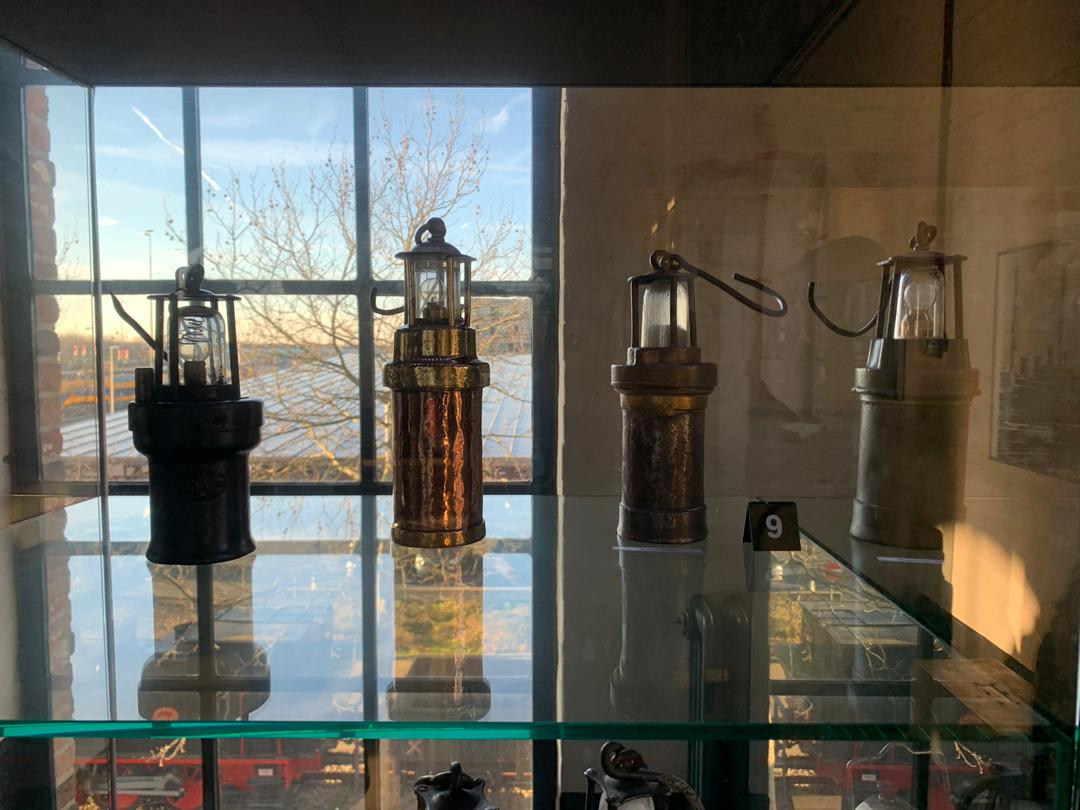
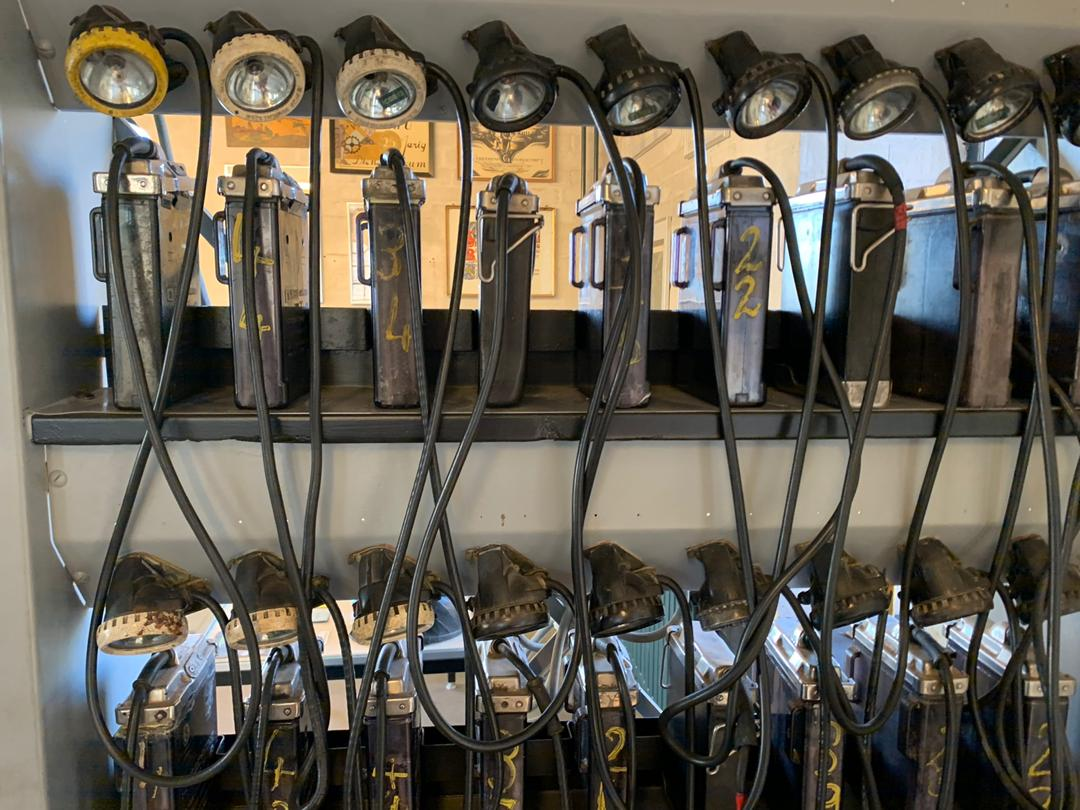
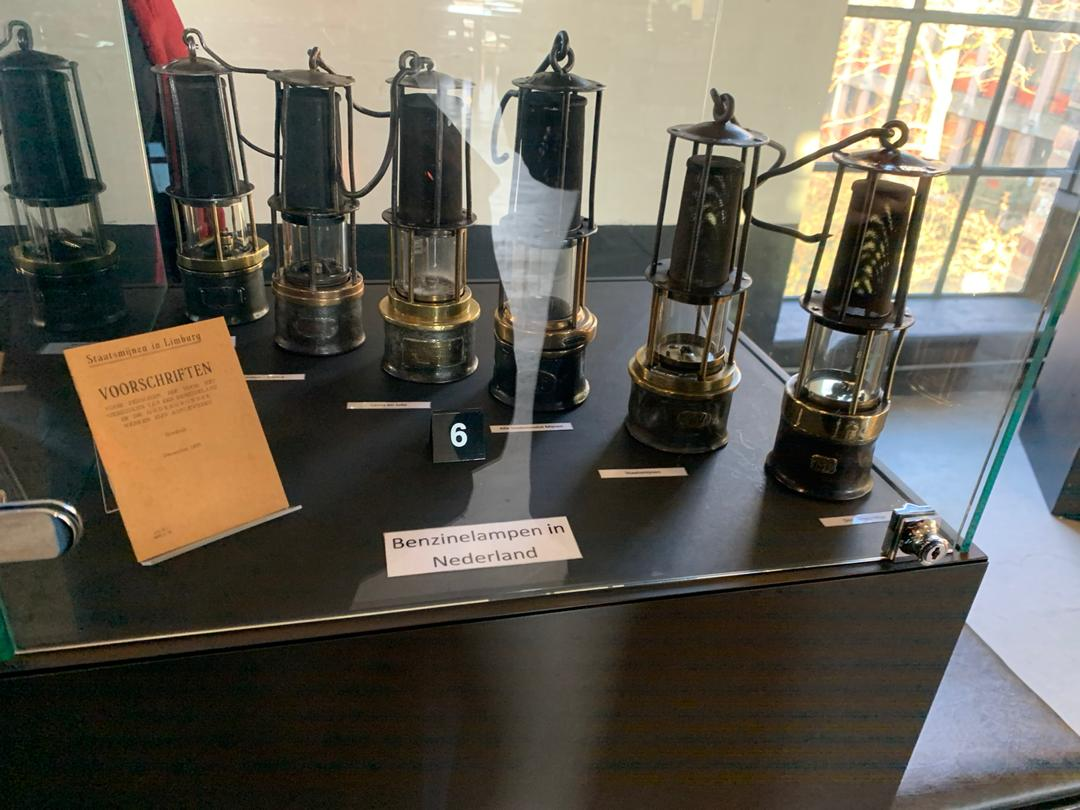
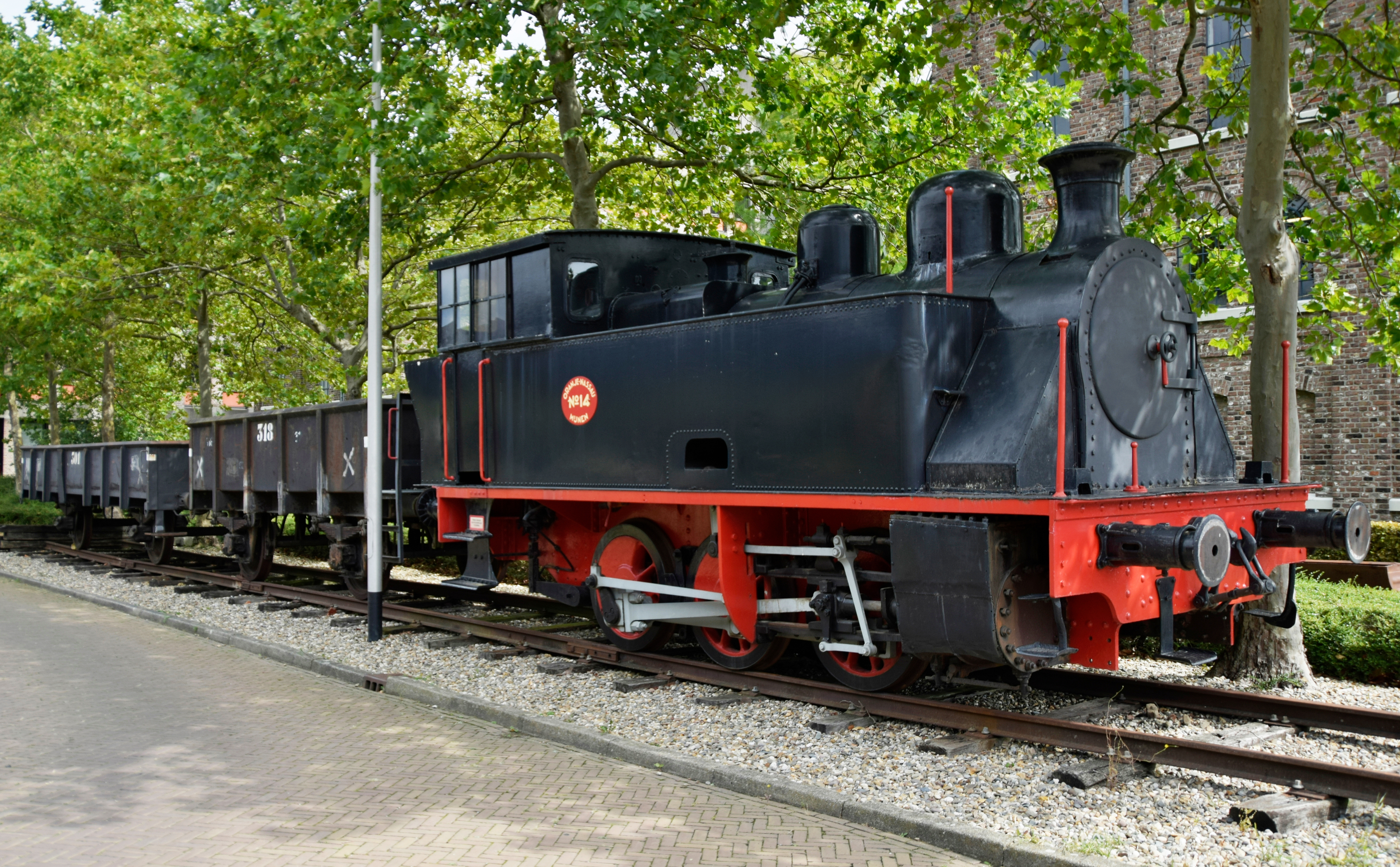
Loc ON 14 opgesteld bij het Nederlands Mijnmuseum.